# Schultan

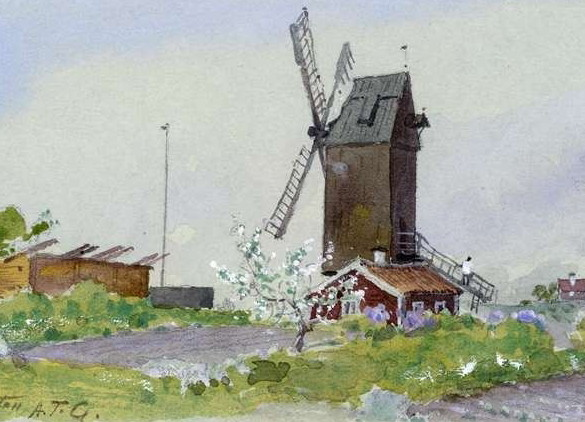
Kvarnen "Schultan", akvarell av Albert Theodor Gellerstedt.

Schultan (även Ladugårdslandskvarnen) var en väderkvarn från 1600-talet som stod vid dagens Karlaplan på Östermalm i Stockholm. Kvarnen var den som stod kvar längst på Östermalm; den revs först i maj 1888.

## Historik

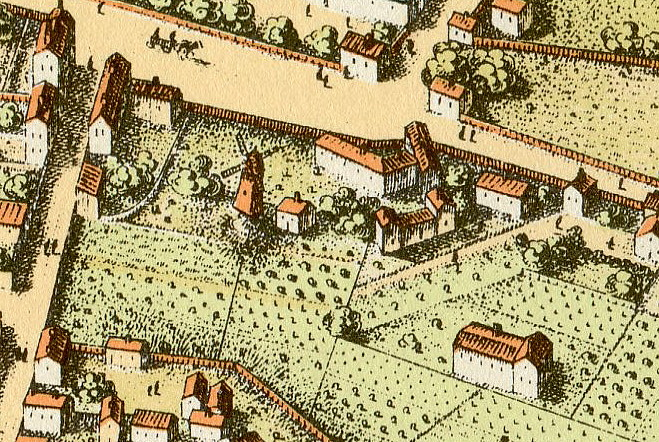
Kvarnen "Schultan" på Heinrich Neuhaus panorama 1870-tal.

Namnet ”Schultan” fick kvarnen efter bagarmästaren Jochum (eller Joachim) Schultz som var kvarnens ägare under 1600-talets mitt. Schultz namngav även en gränd i Gamla stan. Där hade han 1623 ett hus vid dagens Kåkbrinken, varför den nedre delen av gränden kallades ”Schulten Bagares gränd”.
Schultz’ kvarn vid tullstaketet till Ladugårdslandet  var en stolpkvarn, som innebär att hela kvarnhuset kunde vridas i rätt vindriktning. Placeringen var i kvarteret Harpan (48) vid Grevgatan nära Ladugårdslandstullen där den syns på Petrus Tillaeus karta från 1733 (litt. y ”Schultan”). Även på Heinrich Neuhaus’ Stockholmspanorama från 1870-talet är kvarnen redovisad.
Tack vare konstnären och arkitekten Albert Theodor Gellerstedt intresse för Stockholms väderkvarnar vet vi idag hur den såg ut. På en akvarell visande ett idylliskt sommarlandskap med låga byggnader och blommande fruktträd  "vid Grefgatan A.T.G." syns Schultan och mjölnarbostaden.
Kvarnen stod kvar till maj 1888, då den revs. Enligt historikern Gösta Selling var Schultan den sista väderkvarnen som försvann från Östermalm. Därefter omdanades området med stjärnplats och nya bostadskvarter, som ett resultat av Lindhagenplanen.
Inte långt från Schultan stod kvarnen Kurckan som hade sitt namn efter fru Brita Kurck, änka till Gabriel Gabrielsson Oxenstierna, vars malmgård fanns här (se Oxenstiernska malmgården).